# Si j'étais un homme
Si j'étais un homme (dansk: Hvis jeg var en dreng) er en fransk-belgisk komediefilm fra 2017. Filmen har solgt 109.237 biletter i Frankrig.

## Historie
Ved 38-årsalderen er Jeannes liv i oprør. Hendes mand forlader hende og kritiserer hendes mangel på femininitet, hvilket efterlader hende alene med to børn at opdrage. Hendes romantiske liv eksisterer ikke, og hun føler sig utilfreds på arbejdet på grund af sin generthed. Hendes chef driller hende, og kollegerne driller hende konstant. En dag modtager Jeanne et opkald fra sin eksmand, der stolt fortæller, at han har fået forældremyndigheden over børnene, og at han planlægger at få endnu et barn med sin nye kone. Overvældet af raseri kollapser Jeanne.
Den aften, midt under en tordenstorm, vågner Jeanne op og opdager, at hun tisser, og lægger mærke til noget mærkeligt — hun ser ud til at stå op i stedet for at sidde, når hun skal på toilettet. Ved at inspicere sig selv bekræfter hun, at hun nu har en penis. Hun bekymrer sig om, hvordan hun skal forklare dette til sine børn — skal hun kaldes “Far” eller “Mor”? Hurtigt skynder hun sig for at få børnene i skole, men kan ikke finde passende tøj, så hun improviserer med sin eksmands tilbageværende undertøj. Hun afleverer hurtigt børnene og føler smerte fra sin nye krop, hvilket får hende til at melde sig syg for at undersøge, hvad der er sket.
Jeanne betror sig til sin veninde Marcelle, som først afviser hende og tror, hun er ked af det over forældremyndighedsproblemer. Men da Jeanne viser hende sin forvandling, bliver Marcelle rædselsslagen og trækker sig tilbage i frygt. Efter at have roet sig ned kan Marcelle ikke lade være med at stirre, tydeligvis misundelig på Jeannes usædvanlige tilstand. Jeanne opmuntrer hende og siger, at hun har en kvindes ansigt, men en mands krop — at det er en guddommelig gave. Alligevel føler Jeanne sig fortvivlet og besøger hemmeligt en gynækolog. Da hun fortæller om sin tilstand, flygter lægen i frygt efter 50 års praksis. Senere undersøger lægen hende og indrømmer, at hendes nye kønsorgan er godt udviklet og umuligt at fjerne — hun må lære at leve med det.
Jeanne, overvældet og ked af det, drikker sin sorg væk derhjemme. Marcelle, som er mere åben end sædvanligt, inviterer Jeanne til at blive overnat, men Jeanne, der føler seksuel lyst, rækker ud til hende. Marcelle bliver irriteret og afviser hende og går. På arbejdet bliver Jeannes hemmelighed opdaget af en vagthavende, Joe, som er chokeret, men går med til at tie. Deres interaktion fører til en intim aften, hvor Jeanne oplever nye nydelser som mand.
Efterhånden som Jeanne bliver mere maskulin — ifører sig mænds tøj, får mere styrke og bliver mere selvsikker — planlægger hun hævn mod sin eksmand ved at forføre ham på en bar. Hun lader som om, hun er fuld, og giver ham sit nye kønsorgan frem, hvilket får ham til at besvime af chok. Næste dag vågner han forvirret og ophidset, mens Jeanne føler sig triumferende. Hendes personlighed skifter; hun tager en mere maskulin attitude på og nyder sin krop, og omfavner sin nye identitet.
Jeannes forvandling fortsætter med at påvirke hendes liv. Hun redder en kollega, Merlin, fra en byggeplads, og han bliver forelsket i hende. Deres forhold dybder, men lige som de er ved at blive mere end venner, vågner Jeanne op og indser, at hendes og Merlins kroppe er identiske — deres nederste halvdele er de samme. Denne erkendelse fylder hende med had mod sin akavede krop, og hun beslutter sig for at gennemgå kønsskifteoperation. Hun søger hjælp hos en specialist, men lægen fortæller, at hendes krop ikke kan ændres kirurgisk, hvilket knuser Jeanne. Hun begynder at undgå Merlin, da hun føler, at deres kærlighed er umulig, fordi de har identiske kønsorganer.
På trods af venner og eksperters råd om at fortælle Merlin sandheden — fordi hun tror, han måske vil acceptere hende — tøver Jeanne. Hun overvejer at afsløre sin hemmelighed på tagterrassen, planlægger at indrømme, at hun er en mand. Men lige som hun er ved at gøre det, rammer et lynnedslag, og hun mærker pludselig, at hendes nederste del skifter tilbage til at være kvindelig. Overvældet indser Jeanne, at hun ikke længere er en mand, og at hun og Merlin kan være sammen som et par. De gifter sig, endelig fri for deres tidligere dilemma.
Men historien slutter ikke der. Den kvindelige vagthavende, Joe, som tidligere har været involveret med Jeanne, dukker pludselig op med en baby. Spørgsmålet er: hvem er barnets far?

## Medvirkende
| Skuespiller            | Rolle     |
| ---------------------- | --------- |
| Audrey Dana            | Jeanne    |
| Christian Clavier      | Gynækolog |
| Éric Elmosnino         | Merlin    |
| Alice Belaïdi          | Marcelle  |
| Antoine Gouy           | Anton     |
| Joséphine Drai         | Joe       |
| Jonathan Louis         |           |
| Victoire Brunelle-Remy | Lou       |